# روبرت روزنتال
روبرت روزنتال (بالإنجليزية: Robert Rosenthal)‏ هو عالم نفس أمريكي، ولد في 2 مارس 1933 في غيسن في ألمانيا.